# 견심
견심(甄尋, ? ~ ?)은 신나라의 관료로, 남양군 사람이다. 왕망의 측근 견풍의 아들이다.

## 행적
시건국 원년(9년), 왕망이 전한을 멸하고 신나라를 창건하였다. 아버지 견풍은 광신공(廣新公)에 봉해지고 경시장군(更始將軍)이 되어 왕흥(王興)·손건·왕성(王盛)과 함께 왕망의 최측근이 되었다. 이들 중 왕성은 떡장수 출신인 주제에 견풍 등과 같은 반열에 올랐으나, 견심과 견풍은 묵묵히 있었다.
한편 견심은 시중(侍中)·경조대윤에 임명되고 무덕후(茂德侯)에 봉해졌는데, 시건국 2년(10년) 견풍을 위해 왕망에게 부명(符命)을 지어 바쳤다.
신나라 황실은 섬(陝) 땅을 나누어 두 명의 백(伯)을 세워야 한다. 견풍을 우백(右伯)으로, 태부 평안을 좌백(左伯)으로 삼아 주공·소공의 고사를 본받으라.

왕망은 부명을 받아들여 견풍을 우백에, 평안을 좌백에 임명하였다. 곧 직책을 수행하게 되어 견풍 등은 서쪽으로 가게 되었는데, 그 전에 견심은 다시 부명을 지어 바쳤다.
옛 한나라 평제의 황후인 황황실주는 견심의 아내가 되어야 한다.

온갖 부명을 써가며 속임수로 황제의 자리에 오른 왕망은, 대신들이 자신을 원망한다고 생각하여 일부러 위엄을 보여 겁을 주려 하였다. 그런데 부명의 내용이 이러하니, 크게 화를 내며 말하였다.
| “ | 황황실주는 천하의 어머니인데, 이게 무슨 말이냐? | ” |

그러고는 견심을 체포하게 하니, 견심은 달아나고 견풍은 스스로 목숨을 끊었다.
견심은 방사를 따라 화산(華山)으로 들어가 숨었으나 한 해 남짓 지나 체포되었고, 여기에 연루된 대신·친척·열후 등 수백 명이 목숨을 잃었다. 견심은 삼위(三危)로 쫓겨났다.

## 출전
- 반고, 《한서》 권99중 왕망전 中